# Lake County (Oregon)
Lake County ist ein County im Bundesstaat Oregon der Vereinigten Staaten. Das U.S. Census Bureau hat bei der Volkszählung 2020 eine Einwohnerzahl von 8.160 ermittelt. Der Verwaltungssitz (County Seat) ist Lakeview.

## Geographie
Das County hat eine Fläche von 21.648 Quadratkilometern; davon sind 572 Quadratkilometer (2,26 Prozent) Wasserfläche.

## Geschichte
Das County wurde am 24. Oktober 1874 gegründet. Die Benennung geht auf die zahlreichen Seen in seinem Territorium zurück.
Im County liegt eine National Historic Landmark, die Höhle Fort Rock Cave. 18 Bauwerke und Stätten des Countys sind im National Register of Historic Places (NRHP) eingetragen (Stand 13. Juli 2018).

## Demografische Daten

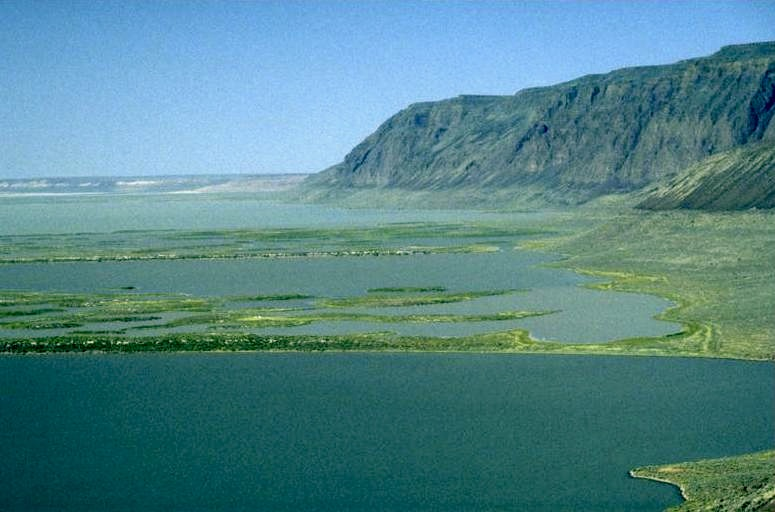
Der Warner Lake mit dem Hart Mountain im Hintergrund

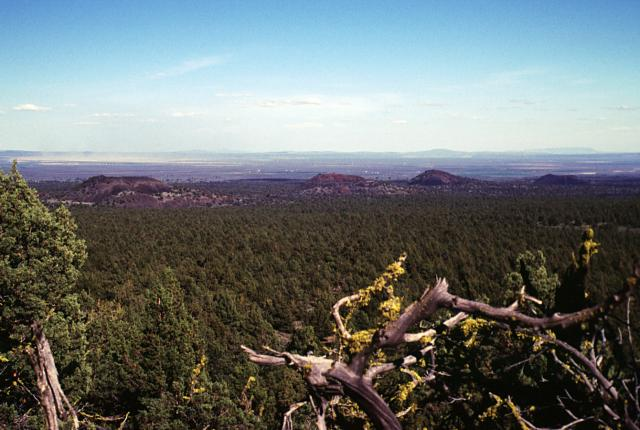
Das Four Craters Lava Field

Nach der Volkszählung im Jahr 2000 lebten im County 7422 Menschen. Es gab 3084 Haushalte und 2152 Familien. Die Bevölkerungsdichte betrug weniger als 1 Einwohner pro Quadratkilometer. Ethnisch betrachtet setzte sich die Bevölkerung zusammen aus 90,97 % Weißen, 0,13 % Afroamerikanern, 2,37 % amerikanischen Ureinwohnern, 0,71 % Asiaten, 0,13 % Bewohnern aus dem pazifischen Inselraum und 3,19 % Prozent aus anderen ethnischen Gruppen; 2,48 % stammten von zwei oder mehr ethnischen Gruppen ab. 5,44 % der Bevölkerung waren spanischer oder lateinamerikanischer Abstammung.
Von den 3084 Haushalten hatten 29,00 % Kinder und Jugendliche unter 18 Jahre, die bei ihnen lebten. 58,60 % waren verheiratete, zusammenlebende Paare, 7,50 % waren allein erziehende Mütter. 30,20 % waren keine Familien. 26,20 % waren Singlehaushalte und in 11,10 % lebten Menschen im Alter von 65 Jahren oder darüber. Die Durchschnittshaushaltsgröße betrug 2,39 und die durchschnittliche Familiengröße lag bei 2,84 Personen.
Auf das gesamte County bezogen setzte sich die Bevölkerung zusammen aus 24,90 % Einwohnern unter 18 Jahren, 5,10 % zwischen 18 und 24 Jahren, 24,30 % zwischen 25 und 44 Jahren, 28,10 % zwischen 45 und 64 Jahren und 17,70 % waren 65 Jahre alt oder darüber. Das Durchschnittsalter betrug 43 Jahre. Auf 100 weibliche Personen kamen 100,50 männliche Personen, auf 100 Frauen im Alter ab 18 Jahren kamen statistisch 98,30 Männer.

Das jährliche Durchschnittseinkommen eines Haushalts betrug 29.506 USD, das Durchschnittseinkommen der Familien betrug 36.182 USD. Männer hatten ein Durchschnittseinkommen von 29.454 USD, Frauen 23.475 USD. Das Prokopfeinkommen betrug 16.136 USD. 16,10 % der Bevölkerung und 13,40 % der Familien lebten unterhalb der Armutsgrenze. 20,40 % davon waren unter 18 Jahre und 9,50 % waren 65 Jahre oder älter.